# Anila Denaj
Anila Denaj (Tirana, 1973. szeptember 18. –) albán politikus, az Albán Szocialista Párt tagja, 2019 januárja és 2021 szeptembere között Edi Rama miniszterelnök kabinetjének pénzügy- és gazdasági minisztere. 2023 szeptembere óta földművelésügyi és vidékfejlesztési miniszter.

## Élete
1973. szeptember 18-án született Tiranában. 1995-ben szerzett diplomát a Tiranai Egyetemen pénzügyi menedzsment és bankszakból. A ProCredit Banksnál Salvadorban, Bolíviában, Ecuadorban, Romániában és Mozambikban.
2013 októberében az albán pénzügyminisztérium főigazgatója lett. 2014-tól a Közigazgatási Iskola (ASPA) humánerőforrás-menedzsmentet tanított. 2018 októberében az Albán Kötelező Egészségbiztosítási Alap (FSDKSH) igazgatója lett. Három hónappal később pénzügy- és gazdasági miniszterré nevezték ki, miután Edi Rama kormányfő átalakította a kormányát. 2020-ban számos olyan változtatást vezetett be, amelyek elősegítették a nemzetgazdaság újjáépítését a 2019-es albániai földrengés és a Covid19 világjárvány után. Kormányzati szerepei mellett tagja volt a Világbank Csoport (WBG) Nemek közötti egyenlőséggel és fejlődéssel foglalkozó tanácsadó testületének.

## Fordítás
- Ez a szócikk részben vagy egészben  az   Anila Denaj című lengyel Wikipédia-szócikk ezen változatának fordításán alapul.  Az eredeti cikk szerkesztőit annak laptörténete sorolja fel. Ez a jelzés csupán a megfogalmazás eredetét és a szerzői jogokat jelzi, nem szolgál a cikkben szereplő információk forrásmegjelöléseként.